# Classe Balilla

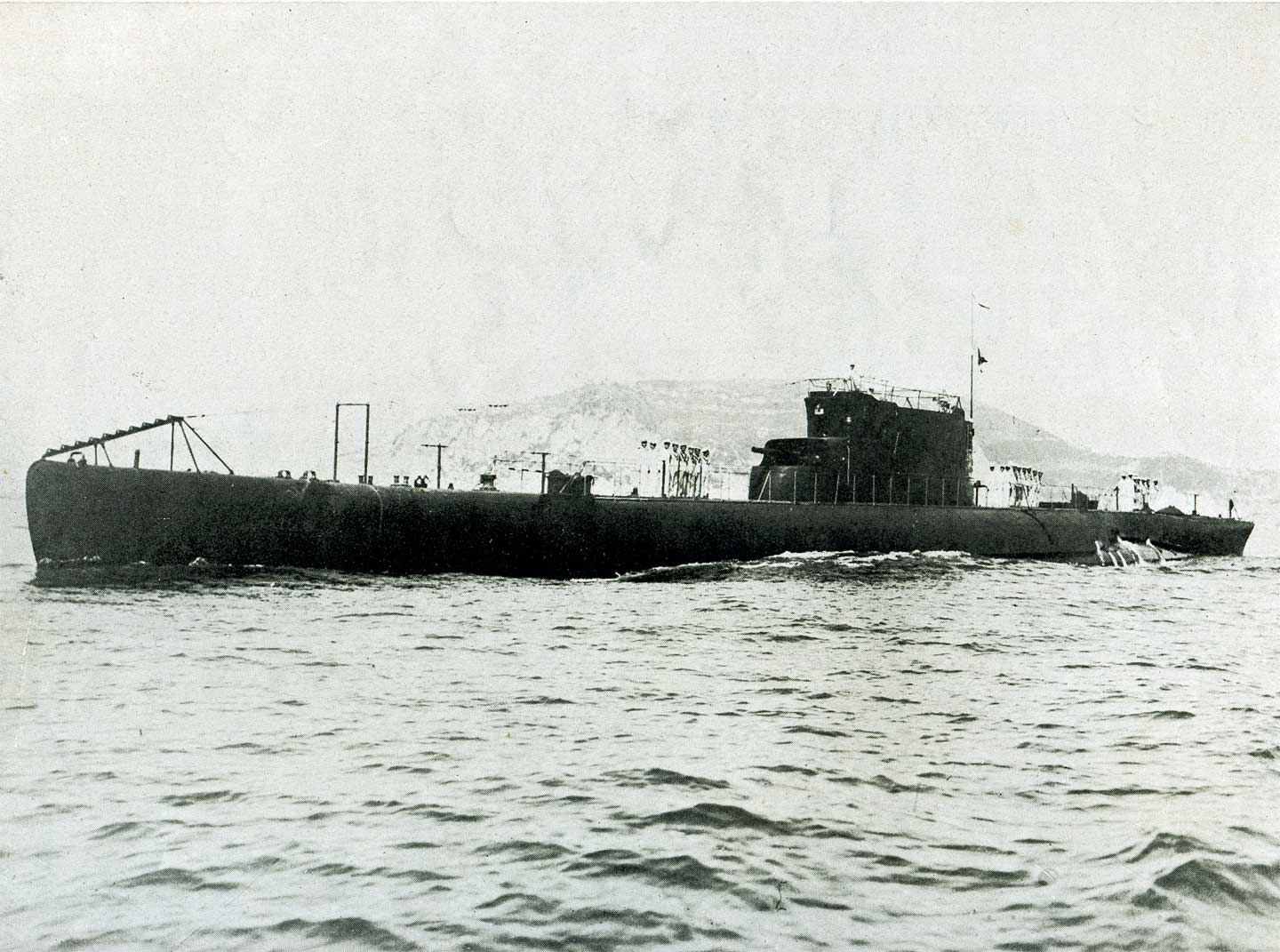
O submarino Domenico Millelire da marinha italiana.

A Classe Balilla era uma classe de submarinos da Regia Marina construída em quatro unidades e entraram todos em serviço desde 1928. A Força de Submarinos da Marinha do Brasil comprou uma unidade italiana e a rebatizou de S Humaytá, que foi desativada em 1950.